# Кончул (село)
Вижте пояснителната страница за други значения на Кончул.
Ко̀нчул (на сръбски: Кончуљ или Končulj) е село в община Буяновац, Пчински окръг, Сърбия.

## Население
- 1948 – 666
- 1953 – 1027
- 1961 – 1185
- 1971 – 1219
- 1981 – 1343
- 1991 – 1278
- 2002 – 1306

## Етнически състав
(2002)
- 937 (71,74%) – албанци
- 369 (28,25%) – неизвестни